# Desborough
Desborough è un paese di 8.500 abitanti della contea del Northamptonshire, in Inghilterra.